# Kung Fu Panda 2
Kung Fu Panda 2 (tựa tiếng Việt: Gấu trúc kung fu 2) là một bộ phim hoạt hình 3D do Mỹ sản xuất năm 2011, là phần tiếp theo của phim Kung Fu Panda năm 2008. Các diễn viên tham gia phần trước của phim đã tiếp tục góp mặt lồng tiếng trong phần này. Phim đã được phát hành vào ngày 26 tháng 5 năm 2011 dưới định dạng Real D 3D và Digital 3D.

## Nội dung
Thuở xa xưa, Thái tử Shen (Gary Oldman), người kế vị của dòng dõi chim công thống trị Thành Hoàng Môn ở Trung Hoa âm mưu dùng sức mạnh của pháo hoa, biến nó thành một thứ vũ khí để dùng nó thống trị cả đất nước. Khi nghe Linh Dương Tiên Cô (Dương Tử Quỳnh) phán rằng đến một ngày sẽ có "một chiến binh trắng đen" đánh bại mình, Shen cho rằng bà này ám chỉ đến loài gấu trúc và đích thân dẫn quân thảm sát làng gấu trúc để ngăn chặn lời tiên tri. Cha mẹ của Shen đã rất khiếp sợ hành động ác độc này và đã trục xuất Shen ra khỏi hoàng cung, Shen thề sẽ trả thù.
20 năm sau, Po (Jack Black) - giờ đây đã là Thần Long Đại Hiệp, vẫn cùng với các bạn đồng môn, nhóm Ngũ Đại Hào Kiệt bảo vệ Thung lũng Bình Yên. Trong một lần chiến đấu với những kẻ cướp sói vốn đến làng để cướp kim loại cho Thái tử Shen, Po bị mất tập trung bởi chú ý vào một dấu hiệu trên trang phục của con sói đầu đàn (Danny McBride), một ký ức về mẹ Po hiện ra trong đầu cậu và cậu bị đánh, lúc ấy bọn sói thừa cơ thoát được. Po hỏi cha mình, ông Ping (là một con ngỗng, lồng tiếng bởi James Hong), rằng cậu đến từ đâu, nhưng Po chỉ biết được là ngày xưa ông Ping tìm thấy chú gấu con Po trong một cái sọt củ cải và nhận nuôi cậu từ đó.
Sau đó, Sư phụ Shifu (Dustin Hoffman) nhận được tin báo rằng Tê Giác Sấm Đại Hiệp (Victor Garber), người lãnh đạo của hội đồng kung fu bảo vệ Thành Hoàng Môn, đã bị Thái tử Shen giết bằng thứ vũ khí mới của mình, một khẩu súng thần công dùng đạn pháo hoa, và đe dọa xóa bỏ môn kung fu cổ truyền. Po và Ngũ Đại Hào Kiệt đã lên đường ngăn chặn điều này, đến Thành Hoàng Môn và nhận ra rằng nó đã bị quân Shen chiếm. Sáu người bạn tìm thấy hai thành viên của hội đồng kung fu đang bị giam cầm là Ngưu Đại Hiệp (Dennis Haysbert) và Cá Sấu Đại Hiệp (Jean-Claude Van Damme), và nhờ họ giúp sức để giải phóng kinh thành, nhưng cả hai đều từ chối vì cho rằng mình không thể đấu lại thứ vũ khí của Shen và cũng từ chối trốn thoát. Sau đó Po và nhóm bạn bị con sói đầu đàn phát hiện, họ đuổi bắt con sói này để ngăn chặn nó báo tin cho Shen, nhưng sau đó cả nhóm đã bị bắt giữ.
Trong tòa tháp của Shen, Po và nhóm Ngũ Đại Hào Kiệt đã tự giải thoát được và định phá hủy vũ khí của Shen. Nhưng một lần nữa, Po bị phân tán bởi đúng dấu hiệu lần trước Po đã thấy, xuất hiện trên lông đuôi của Shen, và Shen đã chạy thoát và từ xa, Shen dùng nhiều súng thần công bắn vào tòa tháp. Khi đã thoát được, Hổ Nương (Angelina Jolie) tra hỏi Po vì sự xao nhãng của cậu. Po giải thích rằng cậu nhớ Shen đã xuất hiện trong cái đêm cậu bị chia tách khỏi cha mẹ, và muốn hỏi chính Shen về quá khứ của cậu. Hổ Nương yêu cầu Po đừng tham gia nữa để giữ an toàn cho cậu. Bất chấp, Po đột nhập vào nhà máy chế tạo vũ khí của Shen để chạm trán mặt đối mặt, vô tình phá hỏng kế hoạch của Ngũ Đại Hào Kiệt nhằm phá hủy nhà máy. Shen nói rằng cha mẹ của Po đã bỏ rơi cậu, trước khi bắn Po bay xa khỏi nhà máy và bắt giữ nhóm Ngũ Đại Hào Kiệt.
Po được cứu bởi thầy bói Linh Dương Tiên Cô, người đã bị Shen trục xuất đến ngôi làng nơi Po được sinh ra. Po, được Linh Dương Tiên Cô chỉ đường dẫn lối, đã tìm thấy quá khứ của cậu, rằng cha và mẹ cậu đã không màng nguy hiểm, cứu Po khỏi quân Shen. Mẹ Po đã giấu cậu vào một cái sọt củ cải trước khi hi sinh. Học được cách tĩnh tâm, Po trở lại Thành Hoàng Môn để giải cứu nhóm bạn. Trong trận chiến diễn ra sau đó (có sự tham gia của Shifu và Ngưu Đại Hiệp, Cá Sấu Đại Hiệp), Po dùng khả năng tĩnh tâm để đánh phản toàn bộ hỏa lực bắn tới về hạm đội của Shen. Sau đó, Po nói rằng Shen nên từ bỏ quá khứ, nhưng Shen không chấp nhận và tấn công lại Po. Shen vô tình cắt đứt những dây thừng đang níu giữ khẩu súng thần công cuối cùng, làm cho nó rơi xuống và nhấn chìm Shen cùng con tàu. Chiến thắng, Po trở về Thung lũng Bình Yên với người cha - ông Ping, nói rằng cậu là con của ông. Cùng lúc đó, cha ruột của Po (Fred Tatasciore) - vẫn đang sống tại một ngôi làng xa xôi hẻo lánh cùng với những gấu trúc đã thoát được - có linh cảm rằng con trai ông cũng còn sống.

## Diễn viên lồng tiếng
- Jack Black vai Po
- Angelina Jolie vai Sư tỷ Hổ Nương
- Dustin Hoffman vai Sư phụ Shifu
- Gary Oldman vai Thái tử Shen
- Thành Long vai Sư huynh Khỉ
- Seth Rogen vai Sư huynh Bọ ngựa
- Lucy Liu vai Sư tỷ Rắn
- David Cross vai Sư huynh Sếu
- James Hong vai Ông ngỗng Ping, cha nuôi của Po
- Dương Tử Quỳnh vai Linh Dương Tiên Cô
- Danny McBride vai Sói đầu đàn
- Dennis Haysbert vai Ngưu Đại Hiệp
- Jean-Claude Van Damme vai Cá Sấu Đại Hiệp
- Victor Garber vai Tê Giác Sấm Đại Hiệp
- Michael Bell vai Vệ sĩ khỉ đột 1
- Fred Tatasciore vai Cha ruột Po / Vệ sĩ khỉ đột 2

## Nhạc phim
Tất cả nhạc phẩm được soạn bởi Hans Zimmer và John Powell.
| STT              | Nhan đề                         | Thời lượng |
| ---------------- | ------------------------------- | ---------- |
| 1.               | "Ancient China - Story Of Shen" | 2:43       |
| 2.               | "Dumpling Warrior"              | 1:19       |
| 3.               | "Inner Peace"                   | 2:26       |
| 4.               | "Musicians Village"             | 1:20       |
| 5.               | "Save Kung Fu"                  | 3:41       |
| 6.               | "Daddy Issues"                  | 4:22       |
| 7.               | "Stealth Mode"                  | 4:04       |
| 8.               | "Gongmen Jail"                  | 2:40       |
| 9.               | "Rickshaw Chase"                | 2:36       |
| 10.              | "Po And Shen - Face To Face"    | 5:58       |
| 11.              | "More Cannons!"                 | 3:00       |
| 12.              | "Fireworks Factory"             | 6:49       |
| 13.              | "Po Finds the Truth"            | 5:04       |
| 14.              | "Invasion Begins"               | 2:37       |
| 15.              | "Zen Ball Master"               | 7:21       |
| 16.              | "My Fist Hungers For Justice"   | 4:55       |
| 17.              | "Dumpling Warrior Remix"        | 3:31       |
| Tổng thời lượng: | Tổng thời lượng:                | 64:26      |